# 太田建司
太田 建司（おおた けんじ）は、日本の公認会計士（登録番号8305）である。EY新日本有限責任監査法人シニアパートナー。また、博報堂DYホールディングス監査役、公益財団法人日産財団理事を務めた。

## 略歴
| 1982年3月 | 監査法人太田哲三事務所(現EY新日本有限責任監査法人)入所   |
| 1984年3月 | 公認会計士登録                                           |
| 2001年5月 | 同監査法人代表社員                                       |
| 2008年8月 | 同監査法人評議員                                         |
| 2011年8月 | 同監査法人社員評議会 副議長                              |
| 2014年6月 | 公益財団法人日産財団 監事（現任）                        |
| 2016年6月 | 博報堂DYホールディングス 社外監査役、株式会社大広 監査役 |

## 仕事関係
- 新日本有限責任監査法人では、執行役員の選任や報酬など、経営執行に関する重要事項について審議する「評議会」の委員を務めた。
- 博報堂DYホールディングスでは、社外監査役としてガバナンスの機能発揮をし、公認会計士の立場から有限責任あずさ監査法人との相互連携に取り組み、それぞれが担う監査の実効性を確保し、有効性及び効率性を高める活動を行った。

## 書籍・出版・寄稿等
- 『連結財務諸表作成の実務　資本連結・税効果・持分法』（財経詳報社（1999）
- 『現代の企業決算 : 事例研究 [1993]』（中央経済社,1993）
- 『証券関係文献目録 昭和62年 (証券資料 ; no.100)』（日本証券経済研究所,1988）
- 『生命保険・損害保険・適格退職年金・信託の会計と税務』（中央経済社,1995）
- 『会社決算の実務 : 商法計算書類等の実例と記載法 第3版』（中央経済社,1992）
- 『商法会計の実務 : 問答式』（中央経済社,1989）
- 『JICPAジャーナル 4(12)(449)』（第一法規,1992）
- 『月刊税務事例 31(5)(356)』（財経詳報社,1999）
- 『財経詳報 10月15日(2246)』（財経詳報社,2000）
- 『財経詳報 6月5日(2201)』（財経詳報社,1999）
- 『経済評論 復刊29(11)』（日本評論社,1980）

## その他
- 早稲田大学商学部では成績優秀であり、大隈記念奨学金による給付を受けている。
- 趣味は歩くことであり、早稲田大学時代も歩行会（あるこうかい）のアウトドアサークルに在籍していた。
- 音楽にも興味を持っており、休日はサックスホーンの練習を行っている。
- 四大監査法人の変遷の中で、旧新光監査法人出身の上林 三子雄とは頻繁に議論を行った。
- 養子に太田昌明がいる。子供も公認会計士（登録番号37089）で東京税理士会向島支部の役員（税務支援対策部）。